# پوسکی
پوسکی (به لاتین: Puski) یک منطقهٔ مسکونی در استونی است که در شهرستان هیو واقع شده‌است.